# Andrea Maria Schenkel
Pour les articles homonymes, voir Schenkel.
Œuvres principales
- La Ferme du crime

Andrea Maria Schenkel, née le 21 mars 1962 à Ratisbonne en Allemagne, est une romancière de langue allemande.

## Analyse de l'œuvre
Schenkel est surtout connue pour son premier livre La Ferme du crime (Tannöd) (2006). Le roman décrit l'histoire vraie de l'assassinat d'une famille entière de fermiers dans le hameau bavarois de Hinterkaifeck. Les faits se déroulent en 1920 et n'ont jamais été résolus. Schenkel replace l'histoire dans les années 1950 et relate avec détail le monde rural traditionnellement conservateur et catholique sur fond d'Allemagne d'après-guerre. Par sa façon de retraiter un incident historique, Schenkel se place dans la tradition du roman-reportage à laquelle appartient De sang-froid de Truman Capote, meilleur exemple du genre.
Une adaptation théâtrale est mise en scène au Tiroler Landestheater à Innsbruck (Autriche) en mars 2008 puis au Staatsschauspielhaus à Dresde (Allemagne) en avril 2008. Les droits d'adaptation cinématographique ont été attribués à un studio allemand et le début du tournage est prévu pour 2008.
Son deuxième livre, Kalteis, l'histoire d'un tueur en série dans le Munich des années 1930, a été publié en 2007 en Allemagne.
Schenkel est lauréate du "Deutscher Krimi Preis" à deux reprises (en 2007 pour Tannöd et en 2008 pour Kalteis) et du "Friedrich Glauser-Preis" en 2007.

## Œuvres

### Romans
- La Ferme du crime, Actes Sud, coll. « Actes noirs », 2008 ((de) Tannöd, Nautilus, 2006), 157 p.  (ISBN 2-742-77229-4)Réédition Actes Sud, coll. « Babel noir » no 25, 2009, 155 p. (ISBN 978-2-7427-8213-0)
- Un tueur à Munich : Josef Kalteis, Actes Sud, coll. « Actes noirs », 2009 ((de) Kalteis, Nautilus, 2007), 166 p.  (ISBN 978-2-742-78260-4)Réédition Actes Sud, coll. « Babel noir » no 129, 2015, 176 p. (ISBN 978-2-330-02869-5)
- Bunker, Actes Sud, coll. « Actes noirs », 2010 ((de) Bunker, Nautilus, 2009), 109 p.  (ISBN 978-2-742-79217-7)Réédition Actes Sud, coll. « Babel noir » no 238, 2020, 112 p. (ISBN 978-2-330-12985-9)
- Finsterau, Actes Sud, coll. « Actes noirs », 2015 ((de) Finstertrau, Hoffman und Campe, 2012), 108 p.  (ISBN 978-2-330-03910-3)
- Tromperie, Actes Sud, coll. « Actes noirs », 2020 ((de) Täuscher, Hoffman und Campe, 2013), 108 p.  (ISBN 978-2-33013-091-6)
- Le Bracelet, Actes Sud, 2018 ((de) Als die Liebe endlich war, Hoffman und Campe, 2016), 393 p.  (ISBN 978-2-330-09668-7)Réédition Actes Sud, coll. « Babel » no 1857, 2023, 400 p. (ISBN 978-2-330-17430-9)